# Carlos Blanco Escolá
Carlos Blanco Escolá (Zamora, España, 1933 ) es un coronel de caballería del ejército español e historiador militar.

## Biografía
Hijo de militar, optó por seguir la estela paterna, al igual que otro de sus hermanos. Sus diferentes destinos como militar, le llevaron desde el norte de África hasta el País Vasco. Mientras estudiaba Historia, fue destinado como profesor a la Academia General Militar de Zaragoza, donde ejerció la docencia durante varios años. 
Fue autor de numerosos libros de contenido histórico-militar, en su mayoría centrados en la guerra civil española y sus principales figuras, como los generales Vicente Rojo, Emilio Mola o Francisco Franco. Sus obras fueron bien recibidas tanto por el público lector como por la crítica especializada. Varios de sus libros tuvieron varias reediciones y suscitaron algunas polémicas.
Asimismo, publicó diversos artículos en revistas especializadas en temática histórico-militar y en diarios generalistas como El País o Diario 16, entre otros.

## Obra
- Emperadores: Los sueños de gloria de tres tiranos, Ed. Planeta. 2007.[4]
- Franco: La pasión por el poder, Ed. Planeta. 2005.
- Falacias de la Guerra Civil: Un homenaje a la causa republicana, Ed. Planeta. 2005.[5]
- Vicente Rojo: El General que humilló a Franco, Ed. Planeta. 2003.[6]
- General Mola: El Ególatra que provocó la Guerra Civil, Ed. La esfera de los libros. 2002
- La incompetencia militar de Franco, Ed. Alianza. 2000
- La Academia General Militar de Zaragoza (1928-31), Ed. Labor. 1989.